# آرویومولینس (کاسرس)
آرویومولینس (به اسپانیایی: Arroyomolinos) یک دهستان‌های اسپانیا و دهستان و شهرک در اسپانیا است که در استان کاسرس واقع شده‌است. آرویومولینس ۱۱۵٫۱۲ کیلومتر مربع مساحت دارد ۴۰۰ متر بالاتر از سطح دریا واقع شده‌است.